# William T. Anderson
William T. Anderson detto Bloody Bill (1839 – Albany, 26 ottobre 1864) è stato un criminale statunitense; fu un soldato confederato che, divenuto bandito, divenne noto per le atrocità brutali che commise contro i suoi nemici.

## Biografia
Fu un soldato confederato che divenne un bushwhacker, ovvero un bandito,  che visse e operò in Missouri a cavallo della guerra di secessione. Famigerato per la sua violenza, che gli valse il soprannome di "Bloody" (sanguinario), aveva il macabro rituale di prendere lo scalpo a coloro che uccideva. Capo di una banda con Jesse e Frank James, quando questi ultimi erano ancora agli inizi, morì in una imboscata ad Albany.

## Influenza culturale
Cinema
- Death Valley: The Revenge of Bloody Bill